# Oxford Street
Oxford Street er en af de vigtigste indkøbsgader i London. Den går fra Marble Arch ved nordvesthjørnet af Hyde Park, gennem Oxford Circus og frem til St Giles' Circus, i krydset med Charing Cross Road og Tottenham Court Road. Efter St Giles' Circus fortsætter gaden som New Oxford Street. På vestsiden af Marble Arch hedder fortsættelsen af gaden Bayswater Road. 

## Historik
Gaden følger den romerske vej mellem Hampshire og Colchester, som gennem middelalderen blev den vigtigste udfartsvej fra byen. Mellem det 12. århundrede og 1782 hed den Tyburn Street, efter floden Tyburn som løb lige syd for den, og som nu er lagt i rør under gaden. Den var den sidste strækning på de dødsdømtes rejse fra Newgate fængsel til galgen ved Tyburn, lige ved stedet hvor Marble Arch står nu.
Mod slutningen af det 18. århundrede blev flere af jordene som lå ved gaden købt af jarlen af Oxford, og området blev derefter bebygget. I løbet af det 19. århundrede blev en række store butikker og varehuse etableret der, og den har holdt på sin position som Londons handlecentrum.

## Oxford Street i dag
Blandt de mest kendte butikker langs Oxford Street findes:
- Varehusene Selfridges (åbnet 1909), Debenhams, John Lewis og Marks and Spencer
- HMV, musikforretning som åbnede den første af sine mange butikker på Oxford Street. De er flyttet fra det oprindelige lokale til større lokaler i samme gade.
- Virgin Megastore, en af kædens største og ældste butikker

51°30′55″N 0°08′31″V / 51.5153°N 0.1419°V